# Нуралі Алієв
Нуралі Рахатович Алієв  (1 січня 1985 , Алмати ) — казахстанський бізнесмен, економіст, старший онук першого президента Казахстану Нурсултана Абишевича Назарбаєва; зять Беріка Імашева, голови ЦВК Республіки Казахстан, колишнього міністра юстиції Казахстану.

## Життєпис
Народився Нуралі Алієв 1 січня 1985 року у м. Алма-Ата. Походить з роду Унгіратів Середнього жуза.
Випускник економічного факультету Казахського національного педагогічного університету імені Абая. Навчався в Pepperdine University (США), International University (Австрія), Міжнародній школі бізнесу Imadec University. Має ступінь MBA.

## Діяльність
Очолює наступні установи:
- Комісія з розвитку приватного підприємництва;
- Рада з конкурентоспроможності при акиматі міста Астани;
- Експертна рада з питань підприємництва;
- Координаційна рада пілотного кластера «Будівельні матеріали» в місті Астані;
- Комісія з надання права надрокористування на розвідку або видобуток загальнопоширених корисних копалин на території міста Астани;
- Комісію з видачі та продовження строків дозволів на залучення іноземної робочої сили в місто Астану;
- Міжвідомчу комісію з питань науково-технічного розвитку.

## Кар'єра
У 2004 році обійняв посаду президента АТ «Цукровий центр». У 2006 р. призначений президентом телеканалу «Hit TV». Одночасно, з 2006 по 2007 р. працював також заступником та першим заступником голови правління АТ «Нурбанк».
Також, з 2006 р. по даний час — засновник багатопрофільної компанії «Capital Holding», інвестиційний портфель якої поширюється на різні сектори економіки.
З 2007 р. по 2008 р. обіймав посаду голова ради директорів АТ «Нурбанк». У 2008 році призначений керуючим директором — членом правління Банку розвитку Казахстану. З грудня 2013 р.по грудень 2014 р. — працював на посаді президента АТ «Транстелеком».
З 19 грудня 2014 по 16 березня 2016 року був заступником акима міста Астана.
У жовтні 2016 року було оголошено про викуп Нуралі Алієвим 49 % акцій АТ «Транстелеком».

## Благодійна діяльність
З 2013 року — член опікунської ради громадського фонду «Ана үйі».
Меценат благодійного проекту «Будинок мами», який спрямований на запобігання числа відмов від дітей і зменшення кількості дітей-сиріт у Казахстані.
З 2016 року — засновник благодійного фонду «ZHANARTU». Діяльність фонду спрямована на розвиток і просування IT в Казахстані.

## Статки
У 2012 році з капіталом у 200 мільйонів доларів потрапив до рейтингу найбагатших казахстанців, складений журналом Forbes.
Згідно з опублікованими документами «Панамського архіву», Нуралі Алієв з вересня 2014 року володіє офшорною компанією Alba International, а з 2008 по 2011 рік — володів офшорною Baltimore Alliance. Раніше, в березні 2016 року пішов з посади заступника акима Астани (обіймав посаду з грудня 2014), мотивувавши це, за власними словами «…буду займатися своєю улюбленою справою в бізнес-середовищі…».

## «Незрозуміле багатство»
10 березня 2020 року британський суд оголосив імена власників власності в Лондоні, заарештованої як «необґрунтоване багатство». Ними виявилися Дарига Назарбаєва та її старший син Нуралі Алієв з дружиною Аїдою. Нерухомість вартістю близько 100 млн доларів була заарештована навесні 2019 року.

## Родина
Батько — Рахат Алієв, мати — Дарига Назарбаєва, брат Айсултан Назарбаєв
Дружина — Імашева Аїда Бериківна (нар.. 1984). У шлюбі народилося четверо дітей.